# Andreea D
Andreea D (nume real Elena Andreea Dorobanțu; n. 6 septembrie 1986, Ploiești, România) este o cântăreață de muzică dance și house din România. Piesa ei „All My People” a intrat în top 10 din Germania, Austria și Spania. Aceeași piesă s-a situat pe locul al treielea în clasamentul românesc, iar cântăreața mai are un cântec în acest clasament, „Money Maker”.
A intenționat, de asemenea, să participe la Concursul Muzical Eurovision 2023 ca Andreea D. Folclor Orchestra cu piesa intitulată "Perinița mea", dar nu a putut trece de selecția națională, sfârșind în finală pe locul 2, cu 4.845 de voturi, fiind depășită de Theodor Andrei cu doar 385 de voturi (care va reprezenta România la concursul ce se va desfășura în Liverpool, Londra cu piesa "D.G.T.- Off and on").